# Amt Burg-Sankt Michaelisdonn
Amt Burg-Sankt Michaelisdonn er et amt i det nordlige Tyskland, beliggende under Kreis Dithmarschen. Kreis Ditmarschen ligger i delstaten Slesvig-Holsten. Administration er beliggende i byen Burg.
Amtet blev oprettet 1. januar 2008 af kommunerne i de tidligere amter Kirchspielslandgemeinde Burg-Süderhastedt og Kirchspielslandgemeinde Eddelak-Sankt Michaelisdonn.

## Kommuner i amtet
1. Averlak
2. Brickeln
3. Buchholz
4. Burg (Dithmarschen)
5. Dingen
6. Eddelak
7. Eggstedt
8. Frestedt
9. Großenrade
10. Hochdonn
11. Kuden
12. Quickborn
13. Sankt Michaelisdonn
14. Süderhastedt